# Preussia mediterranea
Preussia mediterranea är en svampart som beskrevs av Arenal, Platas & Peláez 2007. Preussia mediterranea ingår i släktet Preussia och familjen Sporormiaceae.   Inga underarter finns listade i Catalogue of Life.